# Вільям Сандерсон
Ві́льям Са́ндерсон (англ. William Sanderson; 10 січня 1944) — американський актор.

## Біографія
Вільям Сандерсон народився 10 січня 1944 року у місті Мемфіс штат Теннессі, США. Його мати була вчителькою початкової школи, а батько ландшафтним дизайнером. Вільям служив два роки в армії США. Після служби навчався у Південному методистському університеті де здобув ступінь бакалавр ділового адміністрування. Здобув ступінь доктора юридичних наук у Державному університеті Мемфіса. Вільям вирушив до Нью-Йорка, щоб стати актором. Акторську кар'єру почав в позабродвейських постановках. У кіно почав зніматися з середини 1970-х.

## Фільмографія
| Рік       |    | Українська назва                              | Оригінальна назва                                 | Роль                     |
| --------- | -- | --------------------------------------------- | ------------------------------------------------- | ------------------------ |
| 1976      | тф | Інша сторона перемоги                         | The Other Side of Victory                         |                          |
| 1979      | с  | Старскі та Гатч                               | Starsky and Hutch                                 | Вейрдо                   |
| 1979      | ф  | Дикі вихідні                                  | Savage Weekend                                    | Отіс                     |
| 1979      | ф  | Цибулеве поле                                 | The Onion Field                                   | Янг Кон                  |
| 1980      | ф  | Дочка шахтаря                                 | Coal Miner's Daughter                             | Лі Долларгайд            |
| 1980      | с  | Придурки з Хаззарда                           | The Dukes of Hazzard                              | Коллінс                  |
| 1981      | с  | Широко крокуючи                               | Walking Tall                                      | Стейсі                   |
| 1981      | ф  | Бродяга                                       | Raggedy Man                                       | Келвін                   |
| 1982      | ф  | Той, хто біжить по лезу                       | Blade Runner                                      | Дж. Ф. Себастіан         |
| 1982      | тф | Пісня ката                                    | The Executioner's Song                            | Гіббс                    |
| 1982      | с  | Медексперт Квінсі                             | Quincy M.E.                                       | Віллі Маккрекен          |
| 1982      | с  | Американський театр                           | American Playhouse                                | ковбой                   |
| 1982      | с  | Лицар доріг                                   | Knight Rider                                      | The Rev                  |
| 1983      | тф | Хто полюбить моїх дітей?                      | Who Will Love My Children?                        | Клів Шелбі               |
| 1983      | тф | Жінки Сан-Квентіна                            | Women of San Quentin                              | Каунті                   |
| 1983      | ф  | Самотній вовк Маккуейд                        | Lone Wolf McQuade                                 | Сноу                     |
| 1983      | ф  | Кошмари                                       | Nightmares                                        | працівник заправки       |
| 1984      | ф  | Заваруха в місті                              | City Heat                                         | Лонні Еш                 |
| 1985      | ф  | Флетч                                         | Fletch                                            | Джим Свертоут            |
| 1985      | тф | Вулиці правосуддя                             | Streets of Justice                                | Вейзел                   |
| 1986      | ф  | Схід «Чорного Місяця»                         | Black Moon Rising                                 | Тік Тейден               |
| 1986      | тф | Далтон: Код помсти 2                          | Dalton: Code of Vengeance II                      | Боббі Фуллер             |
| 1987      | тф | Людина, яка розірвала тисячу ланцюгів         | The Man Who Broke 1,000 Chains                    | Трамп                    |
| 1988      | с  | Зона сутінків                                 | The Twilight Zone                                 | Норман Блейн             |
| 1989      | ф  | Гуркіт землі                                  | Thunderground                                     | Людина-щур               |
| 1989      | тф | Самотній голуб                                | Lonesome Dove                                     | Лайппі Джонс             |
| 1991      | тф | Інколи вони повертаються                      | Sometimes They Come Back                          | Карл Мюллер              |
| 1991      | с  | Одружені ... та з дітьми                      | Married with Children                             | кузін Еб                 |
| 1992      | с  | Манн і машина                                 | Mann & Machine                                    | доктор Вільям Анзер      |
| 1992      | с  | Молоді наїзники                               | The Young Riders                                  |                          |
| 1992—1994 | мс | Бетмен: Анімаційні серії                      | Batman: The Animated Series                       | доктор Карл Россум       |
| 1993      | тф | Самотній голуб: Повернення                    | Return to Lonesome Dove                           | Лайппі Джонс             |
| 1993      | с  | Сирени                                        | Sirens                                            | власник магазину         |
| 1993      | с  | Нед Блессінг: Історія мого життя              | Ned Blessing: The Story of My Life and Times      |                          |
| 1994      | с  | Метлок                                        | Matlock                                           | Майкі Сандерс            |
| 1994      | с  | Вавилон 5                                     | Babylon 5                                         | Деуч                     |
| 1994      | с  | Цілком таємно                                 | The X Files                                       | Едверд Фанш              |
| 1994      | ф  | Клієнт                                        | The Client                                        | Воллі Бокс               |
| 1995      | в  | Голографічна людина                           | Hologram Man                                      | Менні                    |
| 1995      | тф | Сірінго                                       | Siringo                                           | Туллі                    |
| 1995      | мс | Містечко Санто-бугіто                         | Santo Bugito                                      | Клем                     |
| 1995—1997 | мс | Справжні монстри                              | Aaahh!!! Real Monsters                            | Мелвін / Дженітор / Отіс |
| 1995      | с  | Маршал                                        | The Marshal                                       | Філбрік                  |
| 1995      | ф  | Колонія андроїдів                             | Phoenix                                           | Міро                     |
| 1996      | ф  | Герой-одинак                                  | Last Man Standing                                 | Джо Мандей               |
| 1996      | ф  | Лісовий воїн                                  | Forest Warrior                                    | Пол Карпіо               |
| 1996      | тф | Андерсонвілль                                 | Andersonville                                     | Манн                     |
| 1996      | с  | Авантюрист                                    | The Pretender                                     | Рой Еббот                |
| 1996      | с  | Швидка допомога                               | ER                                                | містер Персі             |
| 1996—1998 | мс | Джуманджі                                     | Jumanji                                           | професор Ібсен           |
| 1996—2001 | с  | Вокер, техаський рейнджер                     | Walker, Texas Ranger                              | мер / Вілл Стентон       |
| 1997      | с  | Тренер                                        | Coach                                             | Ларрі / Джессі           |
| 1997      | с  | Джордж і Лео                                  | George & Leo                                      |                          |
| 1997      | тф | Джордж Воллес                                 | George Wallace                                    | Ті Вай Одум              |
| 1997      | вг | Blade Runner                                  | Blade Runner                                      | Дж. Ф. Себастіан         |
| 1998      | тф | Вавилон 5: Третій простір                     | Babylon 5: Thirdspace                             | Деуч                     |
| 1998      | с  | Практика                                      | The Practice                                      | містер Сайммонс          |
| 1998      | мс | Злюки бобри                                   | The Angry Beavers                                 | Дітто Отто / клерк       |
| 1999      | с  | Спека в Лос-Анджелесі                         | L.A. Heat                                         | Монк                     |
| 2000      | с  | Бульвар воскресіння                           | Resurrection Blvd.                                | Кленсі                   |
| 2000      | тф | Чудо в горах                                  | Miracle on the Mountain: The Kincaid Family Story | пілот                    |
| 2001      | тф | Під перехресним вогнем                        | Crossfire Trail                                   | Дьюї                     |
| 2001      | ф  | Вмираючи на межі                              | Dying on the Edge                                 | Томмі                    |
| 2002      | с  | Дарма і Грег                                  | Dharma & Greg                                     | Майк                     |
| 2003      | тф | Монті Волш                                    | Monte Walsh                                       | Скімпі Ідженс            |
| 2003      | с  | Без сліду                                     | Without a Trace                                   | Воллі Сайкс              |
| 2004      | с  | Монк                                          | Monk                                              | Джошуа Скіннер           |
| 2004      | ф  |                                               | Кібервійни                                        | 流放化身 / Райлі         |
| 2004—2006 | с  | Дедвуд                                        | Deadwood                                          | Фарнум                   |
| 2007      | с  | Життя як вирок                                | Life                                              | Голт Еслер               |
| 2008—2012 | с  | Реальна кров                                  | True Blood                                        | шериф Бад Дірборн        |
| 2008      | ф  | Прекрасні виродки                             | Pretty Ugly People                                | Сем                      |
| 2009      | с  | Загублені                                     | Lost                                              | Олдгем                   |
| 2010      | с  | Не телебачення, а просто кошмар!              | Tim and Eric Awesome Show, Great Job!             | Джим                     |
| 2011      | с  | Мислити як злочинець. Поведінка підозрюваного | Criminal Minds: Suspect Behavior                  | Леонард Кіні             |
| 2011      | с  | Майк і Моллі                                  | Mike & Molly                                      | Денніс                   |
| 2012      | с  | Кістки                                        | Bones                                             | Норберт Моблі            |